# روي لي جونسون
روي لي جونسون (بالإنجليزية: Roy Lee Johnson)‏ هو مغن مؤلف وكاتب أغاني وعازف قيثارة ومغني أمريكي، ولد في 31 ديسمبر 1938 في سنترالهاتشي في الولايات المتحدة.

## وصلات خارجية
- روي لي جونسون على موقع ميوزك برينز (الإنجليزية)
- روي لي جونسون على موقع إن إن دي بي (الإنجليزية)
- روي لي جونسون على موقع أول ميوزيك (الإنجليزية)
- روي لي جونسون على موقع ديسكوغز (الإنجليزية)